# 葉吻鮟鱇
葉吻鮟鱇，為輻鰭魚綱鮟鱇目棘茄魚亞目夢角鮟鱇科的一種魚類。分布於全球三大洋熱帶至溫帶海域，屬深海魚類，棲息深度1000-3600公尺，雌魚體長12公分，生活在中層水域，生活習性不明，不具任何經濟價值。